# Космополитанская демократическая партия
Космополитанская демократическая партия (сомал. Xisbiga Dimoqoraamdiga Danwadaag) — малая сомалийская политическая партия. Основана 6 мая 2015 года. Партию возглавляют женщины.

## Идеология
По заявлению основателя партии Яроу Шарифа Адена, конституция партии основана на ценностях либерализма — каждый сомалиец должен считаться и цениться как гражданин страны и должен иметь равные возможности во всех аспектах жизни общества, право каждого человека должно быть защищено и не должно быть принесено в жертву в пользу определённого класса.

## Цели партии
Основная цель партии состоит в том, чтобы дать оставшимся позади общинам жизнеспособный политический голос, выступая за равные возможности, экономическую инклюзивность, возможности получения образования для молодежи и переселение в приусадебные участки, объединить сомалийцев для лучшего будущего.
Партия стремится внимательно изучать политику, способствующую инклюзивности, гражданскому обществу, прогрессивному человеческому развитию и, при необходимости, осуществлять позитивные действия, позволяющие принимать временные меры для компенсации ущерба, причиненного неравенством в системе.
Партия также будет стремиться поощрять избирательные округа к тому, чтобы они избрали своего собственного партийного представителя для укоренения реальной демократии. Это значит, что избирателям не разрешается избирать своих представителей на основе их клановой принадлежности, религии или расы.